# Estación de Château Rouge
Château Rouge (en español: Castillo Rojo) es una estación de la línea 4 del metro de París, situada en el XVIII Distrito al norte de la capital. 

## Historia
La estación fue inaugurada el 21 de abril de 1908 con la apertura del tramo inicial de la línea 4. 
Debe su nombre al barrio y a la plaza de Château Rouge que recuerdan un antiguo castillo que podría haberse construido entre 1775 y 1795.

## Descripción
Se compone de dos vías y de dos andenes laterales de 90 metros de longitud.
Está diseñada en bóveda elíptica revestida completamente de los clásicos azulejos blancos biselados. Es un claro ejemplo del estilo Motte ya que éste se manifiesta en la iluminación, en la señalización empleada y en el tipo de asientos usado.
La iluminación se realiza con lámparas resguardadas en estructuras rectangulares de color rojo que sobrevuelan la totalidad de los andenes no muy lejos de las vías. Los asientos combinan una larga y estrecha hilera de cemento revestida de azulejos de color rojo que sirve de banco improvisado con algunos asientos individualizados del mismo color que se sitúan sobre dicha estructura. Por último la tipografía Motte es la usada en la señalización de la estación usando paneles metálicos de fondo azul y letras blancas.  

## Accesos
La estación dispone de dos accesos:
- Acceso 1: a la altura del nº 42 del bulevard Barbès.
- Acceso 2: a la altura del nº 48 de la plaza du Château Rouge.